# Första rapporten om offentlig kredit
Första rapporten om offentlig kredit (The First Report on Public Credit) var den första av tre större rapporter om ekonomisk politik av USA:s grundlagsfäder och USA:s första finansminister Alexander Hamilton, på begäran av USA:s kongress. Rapporten, som presenterades för Representanthuset den 9 januari 1790, analyserade USA:s kreditsystem och föreslog att systemet med statsskuld skulle begravas. 

## Bakgrund
Under den Amerikanska revolutionen hade USA:s regering lånat pengar från Europa, liksom från inhemska långivare. Landets delstater hade också lånat stora summor för att finansiera sin delaktighet i kriget. Dessutom hade kontinentalarmén inte fått ut sina löner och statsskulden var vid denna tidpunkt (1790) 54 miljoner dollar..

## Hamiltons plan
Hamiltons förslag var i korthet att den federala regeringen skulle överta alla befintliga fordringar på de olika delstaterna och att detta skulle finansieras med en nyutgivning av amerikanska statsobligationer med en ränta på ca 4 %. Regeringen skulle inte betala tillbaka huvuddelen på obligationerna, utan enbart räntedelen. För att finansiera räntan föreslog han en ny taxa samt en punktskatt på sprit. På så sätt menade han att alla skulder skulle kunna betalas till nominellt värde. 